# 小行星6961
小行星6961（6961 Ashitaka）是一颗绕太阳运转的小行星，为主小行星带小行星。该小行星于1989年5月26日发现。

## 轨道参数
小行星6961的轨道半长轴为2.3184476 UA，离心率为0.192。